# دارن دانلی
دارن دانلی (انگلیسی: Darren Donnelly؛ زادهٔ ۲۸ دسامبر ۱۹۷۱) بازیکن فوتبال اهل بریتانیا است.
از باشگاه‌هایی که در آن بازی کرده‌است می‌توان به باشگاه فوتبال بلکبرن روورز اشاره کرد.